# هانس وبر
هانس وبر (آلمانی: Hans Weber; ۸ سپتامبر ۱۹۳۴ – ۱۰ فوریهٔ ۱۹۶۵) بازیکن فوتبال اهل سوئیس بود.
از باشگاه‌هایی که در آن بازی کرده‌است می‌توان به باشگاه فوتبال لوزان-اسپورت و باشگاه فوتبال بازل اشاره کرد.
وی همچنین در تیم ملی فوتبال سوئیس بازی کرده‌است.